# NGC 4318
NGC 4318 (również PGC 40122 lub UGC 7446) – galaktyka eliptyczna (E), znajdująca się w gwiazdozbiorze Panny. Odkrył ją John Herschel 18 stycznia 1828 roku. Należy do Gromady w Pannie.